# Текнологико де Оахака
«Эстадио Технолохико де Оахака» (исп. Estadio Tecnológico de Oaxaca) — это многофункциональный стадион в Оахака-де-Хуарес. В настоящее время он используется в основном для проведения футбольных матчей и является домашним стадионом для «Алебрихес де Оахака». Стадион вмещает 16 000 человек, а также имеет 72 роскошных ложи.

## История
Строительство нового стадиона началось в марте 2013 года в рамках празднования 45-летия Технологического института Оахаки (ITO). Реализация проекта была отложена из-за протестов преподавателей и студентов ITO, в результате чего строительство было приостановлено на 11 месяцев и почти вынудило «Алебрихес де Оахака» уехать из Оахаки.
Стадион был спроектирован так, чтобы имитировать поле для игры в мяч на Монте-Альбане. Его номинальная вместимость составляет 14 950 мест, что соответствует требованиям Федерации футбола Мексики; в случае, если «Алебрихес де Оахака» перейдёт в Лигу MX, стадион можно будет расширить до 25 000 мест.
Стадион был официально открыт 27 марта 2016 года во время товарищеского матча между «Алебрихес де Оахака» и «Пумас». Церемонию открытия провёл губернатор Габино Куэ Монтеагудо. Стадион заменил «Эстадио Бенито Хуарес» в качестве домашней арены «Алебрихес де Оахака».
По результатам опроса на сайте stadium.com новый стадион «Эстадио Технолохико де Оахака» вошел в число 20 лучших новых стадионов мира в 2016 году.
В июле 2016 года, вскоре после открытия стадиона, губернатор Куэ передал управление стадионом семье Сан-Роман, которая владеет компанией «Алебрихес де Оахака» через Grupo Tecomachalco, сроком на 20 лет. Руководство технологического института также потребовало, чтобы правительство штата передало им право собственности на объект.